# Jan Friedrich Tönnies
Jan Friedrich Georg Theodor Tönnies (* 10. Oktober 1902 in Eutin, Holstein; † 24. Dezember 1970 in Freiburg im Breisgau) war ein deutscher Erfinder, Wissenschaftler, Fabrikant und Politiker. Er war Sohn des Soziologen Ferdinand Tönnies.

## Leben
Nach seinem Ingenieurstudium in München wurde Tönnies durch Vermittlung seines Vaters in Berlin-Buch bei dem diesem heimatlich verbundenen Freund, dem Hirnforscher Oskar Vogt tätig, promovierte bei Heinrich Fassbender über den von ihm erfundenen Differenzverstärker zum Dr.- Ing. und entwickelte das erste selbstschreibende EEG-Gerät. Tönnies arbeitete dann von 1936 bis 1939 am Rockefeller-Institut in New York in enger Zusammenarbeit mit dem späteren Nobelpreisträger Herbert S. Gasser wissenschaftlich auf dem Gebiet der Elektrophysiologie.
Nach dem Krieg baute Tönnies in Freiburg/Br. eine Fabrik auf, in der er bis zu seinem Tod erfolgreich Geräte für die neurophysiologische Forschung und Klinik entwickelte (viele davon auf der Grundlage der von ihm erfundenen Kathodenfolger, die heute als Emitterfolger eine der Grundschaltungen der Elektrotechnik ist) und herstellte. Die Medizinische Fakultät der Universität Freiburg ernannte Tönnies 1968 auf Betreiben seines Freundes, des Neurologen Richard Jung in Anerkennung seiner Verdienste um die neurophysiologische Forschung zum Dr. med. h. c.
Tönnies war 1960 gemeinsam mit Renate Riemeck Mitbegründer und Mitglied im Präsidium der DFU, einer Partei, die sich programmatisch gegen die atomare Aufrüstung der Bundeswehr richtete, eine neutralistische Politik vertrat und die militärische Abrüstung und eine Entspannung der Konfrontation der Blöcke forderte. Nach dem Einmarsch der Truppen des Warschauer Paktes in die Tschechoslowakei 1968 trat Tönnies aus der DFU aus.
Tönnies war mit der Malerin Elfriede geb. Balden (1903 – 1974) verheiratet, er hatte zwei Töchter (Janette und Constanze). Der Physiker Jan Peter Tönnies ist Sohn seines älteren Bruders, des Chemikers Gerrit Tönnies, die Publizistin Sibylle Tönnies Tochter seines jüngeren Bruders Kuno Tönnies.

## Veröffentlichungen
- Der Neurograph, ein Apparat zur Aufzeichnung bioelektrischer Vorgänge unter Ausschaltung der photographischen Kurvendarstellung in: Die Naturwissenschaften 20. Jahrg., Heft 22/24 (1932)
- mit A. E. Kornmüller: Registrierung der spezifischen Aktionsströme von architektonischen Rindenfeldern mittels des Tönniesschen Neurographen in: Deutsche Zeitschrift für Nervenheilkunde, Bd. 120, Heft 1/4 (1933)
- Der Neurograph, eine Apparat zur unmittelbar sichtbaren Registrierung bioelektrischer Erscheinungen in: Deutsche Zeitschrift für Nervenheilkunde, Bd. 130, S. 60–67 (1933)
- Die Ableitung bioelektrischer Effekte vom uneröffneten Schädel, Journal für Psychologie und Neurologie, 45: S. 154–171 (1933)
- Tonvariator für Musikalitätsprüfungen Journal für Psychologie und Neurologie, 45, H. 6, S. 533–544 (1934)
- Die unipolare Ableitung elektrischer Spannungen am menschlichen Gehirn Die Naturwissenschaften 22: S. 411–414 (1934)
- Wechselstrom-Netzanschluss-Verstärker mit hoher zeitlicher Konstanz (Dissertation TH Berlin 1935)
- Reflex discharges from the spinal cord over the dorsal roots, Journal of Neurophysiology 1: S. 378–390 (1938)
- Differential amplifier, Review of Scientific Instruments 9, S. 95–97 (1938)
- Conditioning of afferent impulses by reflex discharges over the dorsal roots, Journal of Neurophysiology 2, S. 515–525 (1939).
- Röhrenvoltmeter für höhere Spannungen, Elektrotechnische Zeitschrift, 62. Jahrg. Heft 13/14, S. 152 (1942).
- mit Richard Jung, Über rasch wiederholte Entladungen der Motoneurone und die Hemmungsphase des Beugereflexes, Pflüger’s Archiv für die gesamte Physiologie des Menschen und der Tiere, Band 250 S. 667–693 (1948)
- mit Paul Hoffmann und Eduard Schenck, Über den Beugereflex des normalen Menschen, in: Pflüger’s Archiv für die gesamte Physiologie des Menschen und der Tiere, Band 250, S. 724–732 (1948)
- mit Paul Hoffmann, Nachweis des völlig konstanten Vorkommens des Zungen-Kieferreflexes beim Menschen, Pflüger’s Archiv für die gesamte Physiologie des Menschen und der Tiere, Band 250, S. 103–108 (1948)
- mit Richard Jung, Die Registrierung und Auswertung des Drehnystagmus beim Menschen, Klinische Wochenschrift Band 26 S. 513–521 (1948) PMID 18892510
- Die Erregungssteuerung im Zentralnervensystem, Erregungsfokus der Synapse und Rückmeldung als Funktionsprinzipien, Archiv für Psychiatrie und Zeitschrift für Neurologie, Bd. 182, S. 478–535 (1949)
- Die Technik des Elektrencephalogramms, Archiv für Psychiatrie und Zeitschrift für Neurologie, Bd. 183, S. 245–256 (1949)
- Einige technische Hilfsmittel für die Elektrencephalographie: Grundrhythmusmessung, Nachleuchtbildbeobachtung, automatisch regulierter Gleichstromverstärker, European archives of psychiatry and clinical neuroscience, ISSN 1433-8491, Band 183 245–256 (1949)
- mit Richard Jung, Hirnelektrische Untersuchungen über Entstehung und Erhaltung von Krampfentladungen: Die Vorgänge am Reizort und die Bremsfähigkeit des Gehirns, Archiv für Psychiatrie und Nervenkrankheiten vereinigt mit Zeitschrift für die Gesamte Neurologie und Psychiatrie, Band 185, S. 701–735 (1950)
- Controreazioni sinaptiche del fenomene convulsivo, gnali di ritotno e capacita frenatrice, Riviata Di Neurologia, Vol XXI, S. 1–12 (1951)
- mit H. H. Klepzig und H. H. Reindell, Möglichkeiten der Auswertung unipolarer EEG-Ableitungen bei einem begrenzten Frequenzbereich des Apparats, Med Monatsschr. 5(1): S. 36–41 (1951) PMID 14815225
- Neurophysiologische Regulationen gegen das Krampfgeschehen: Rückmeldung und Bremsung, Der Nervenarzt, 23. Jg. S. 274 (Tagungsbeitrag) (1952)
- Für die Auslösung von Impulsen von den Nervenenden in die Nervenfasern erforderliche physikalische Bedingungen, In: Acta Physiol Scand 29(1): S. 128–30 (1953) PMID 13104177
- Der “Isosynchronismus” der Synapse als Stütze der elektrischen Übertragungsweise, Pflügers Archiv, Band 270, Heft 1 S. 7 (1959)
- Electronics in Electro-Physiological Research, Proceedings of the Third International Conference of Medical Electronics, S. 57–60 (1960)
- Neutralisiertes Programm für die Deutsche Einigung, Blätter für Deutsche und Internationale Politik 3/1960
- Wettlauf Technik-Politik, Blätter für Deutsche und Internationale Politik 4/1960
- Die physikalischen Grundlagen des EEG, Klinische Elektroencephalographie 1961, S. 39–75
- Die Aufzeichnung des EEG-Spektrums, Electroencephalogr Clin Neurophysiol 23(4): S. 385 (1967)
- Automatische EEG-Intervall-Spektrumanalyse (EISA) zur Langzeitdarstellung der Schlafperiodik und Narkose, Archiv für Psychiatrie und Nervenkrankheiten Vereinigt mit Zeitschrift für die Gesamte Neurologie und Psychiatrie, ISSN 1433-8491, Band 212, S. 423–445 (1969)

## Patente
- 1927 – Einrichtung zum Anlassen von Wechselstrommotoren[4]
- 1931 – Gleichstromverstärkeranordnung[5][6]
- 1932 – Galvanische Kopplung einer Einröhrenstufe mit einer Gegentaktröhrenstufe[7]
- 1935 – Verfahren zur Messung statischer Ladungen oder Ladungsänderungen von kleinen Kapazitäten vermittels Hochvakuumverstärkerröhren[8][9]
- 1935 – Einrichtung zum Ableiten von elektrischen Spannungen in störungsempfindlichen Anordnungen, insbesondere am biologischen Objekt[10]
- 1936 – Anordnung zur Regelung der Klemmenspannung an einem Stromverbraucher[11]
- 1936 – Anordnung zum Messen von Gleichspannungen mit einer Verstärkerröhre[12]
- 1936 – Anordnung zur Verstärkung der Differenz der Potentiale zwischen zwei Punkten, die nicht an Erde liegen, mittels eines geerdeten Verstärkers[13]
- 1937 – Amplifier[14]
- 1937 – Anordnung zur Aufnahme des Elektrokardiogramms mit Verstärkern[15]
- 1937 – Anordnung zum Ausgleich des bei der Ableitung des Elektrokardiogramms in der erdenden Elektrode auftretenden Störspannungsabfalls[16]
- 1941 – Anordnung zum Messen von Wechselspannungen[17]
- 1950 – Synchronisiertes Elektrokadioskop[18]
- 1950 – Einrichtung zum Photographieren der Schirmbilder mehrerer Kathodenstrahl-Oszillographen[19]
- 1952 – Verstärkerröhrenanordnung in Kathodenfolgeschaltung[20]